# Video, Video
"Video, Video" ("Vídeo, Vídeo")  foi o tema escolhido para representar a Dinamarca  no Festival Eurovisão da Canção 1982, interpretado em dinamarquês pela banda Brixx.  A referida canção tinha letra e música de Jens Brixtoft ( o vocalista da banda) e foi orquestrada por Allan Botschinsky. 
A canção dinamarquesa foi a 13.ª a ser interpretada na noite do evento ( a seguir à canção espanhola e antes da canção jugoslava Halo Halo interpretada pela banda Aska. No final da votação, recebeu apenas 5 votos e classificou-se em 17.º lugar (entre 19 países).
A canção é um elogio à  tecnologia do gravador de vídeo que na época fazia furor por todo o mundo nos inícios dos anos 80, com o vocalista descrevendo a importância de ver tudo em vídeo, de Humphrey Bogart ao  Torneio de Wimbledon. Ele contudo alerta para os perigos do abuso dos seu uso: refere na letra  que Susana (talvez a sua amada) terá o deixado porque ele só pensava em vídeos e assim cansou-se dele e considerou-o como um videomaníaco.